# أهل السنة في العراق
أهل السُنَة في العراق أو سُنَة العراق، هم المواطنون المسلمون العراقيون الذين ينتمون إلى مذهب أهل السنة والجماعة، يُشكّل السُّنَّةِ إلى جانب الشيعة أحد أهم الطوائف الدينية والرئيسية التي لها تأثير واسع في العراق.
بعد 2003 تشكل ديوان الوقف السني الذي يعنى بأوقاف ومساجد أهل السنة وشؤونهم الإسلامية، وهو يرتبط بمجلس الوزراء ويتمتع بالشخصية المعنوية ويمثله رئيسه أو من يخوله. ليحل محل وزارة الأوقاف والشؤون الدينية العراقية التي كانت موجودة في حكومات ما قبل 2003.
ويعد العراق منشأ لثلاث من المذاهب الفقهية السنية الأربعة، وهي المذهب الحنفي والمذهب الحنبلي والمذهب الشافعي. كما يعد العراق مركز الخلافة العباسية التي كانت تتبنى المذهب السني مذهبًا رسميًا في بلادها.

## المساجد والمؤسسات
من أهم المساجد والمراكز والأماكن الدينية السنية في العراق:
- جامع الإمام الأعظم
- جامع الخلفاء
- الحضرة القادرية
- جامع الحيدرخانة
- جامع السراي
- الجامع الكبير النوري
- جامع النبي يونس
- ضريح الزبير بن العوام
- جامع السليمانية الكبير
- مرقد أنس بن مالك
- مسجد أحمد بن حنبل
- مرقد الإمام الحسن البصري
- دائرة أوقاف بغداد
- مركز البحوث والدراسات الإسلامية
- كلية الإمام الأعظم الجامعة
- جامع علي أفندي

## التركيبة السكانية
يتركز عمومًا أهل السنة في شمال وغرب العراق بشكل كبير، كما توجد تمركزات كبرى وصغرى في بعض مناطق الوسط والجنوب من البلاد، ويوجد عدد من القوميات التي تدين بالإسلام السني دينًا غالبًا لها في العراق، وأكبرها كالآتي:

### العرب السنة
يعتقد أن حوالي 47% من العراقيين هم من المسلمين السنة. يبلغ تعداد العرب السنة في العراق بعدد يقارب 22 مليون نسمة وفق إحصاء عام 2024، وهم يعيشون بشكل أساسي في المثلث السني وهي منطقة مكتظة بالسكان في العراق تقع شمال وغرب بغداد. تمتد من بغداد (النقطة الجنوبية الشرقية)، والرمادي (النقطة الجنوبية الغربية) حتى تكريت (النقطة الشمالية)، كما تشمل مدن سامراء والفلوجة وبلد وهيت. كما يسكنون أعالي بلاد ما بين النهرين ومناطق الصحراء العربية والصحراء السورية.

### الأكراد
ما يقرب من 98٪ من أكراد العراق يعتنقون الإسلام السني، بينما يتبع 2٪ الباقي الإسلام الشيعي. عبر التاريخ، برز الإسلام السني ولا سيما المذهب الشافعي باعتباره الدين السائد بين السكان الأكراد بسبب انتشار الإسلام. بالنسبة للأكراد فإن الإسلام دين حكم بالإضافة إلى الروحانية، ويحرص الأكراد على الحفاظ على تعاليمهم الروحية وهويتهم الوطنية، يشترك الأكراد في العديد من أوجه التشابه مع العرب السنة في ممارساتهم ومعتقداتهم الدينية.